# Hrelja

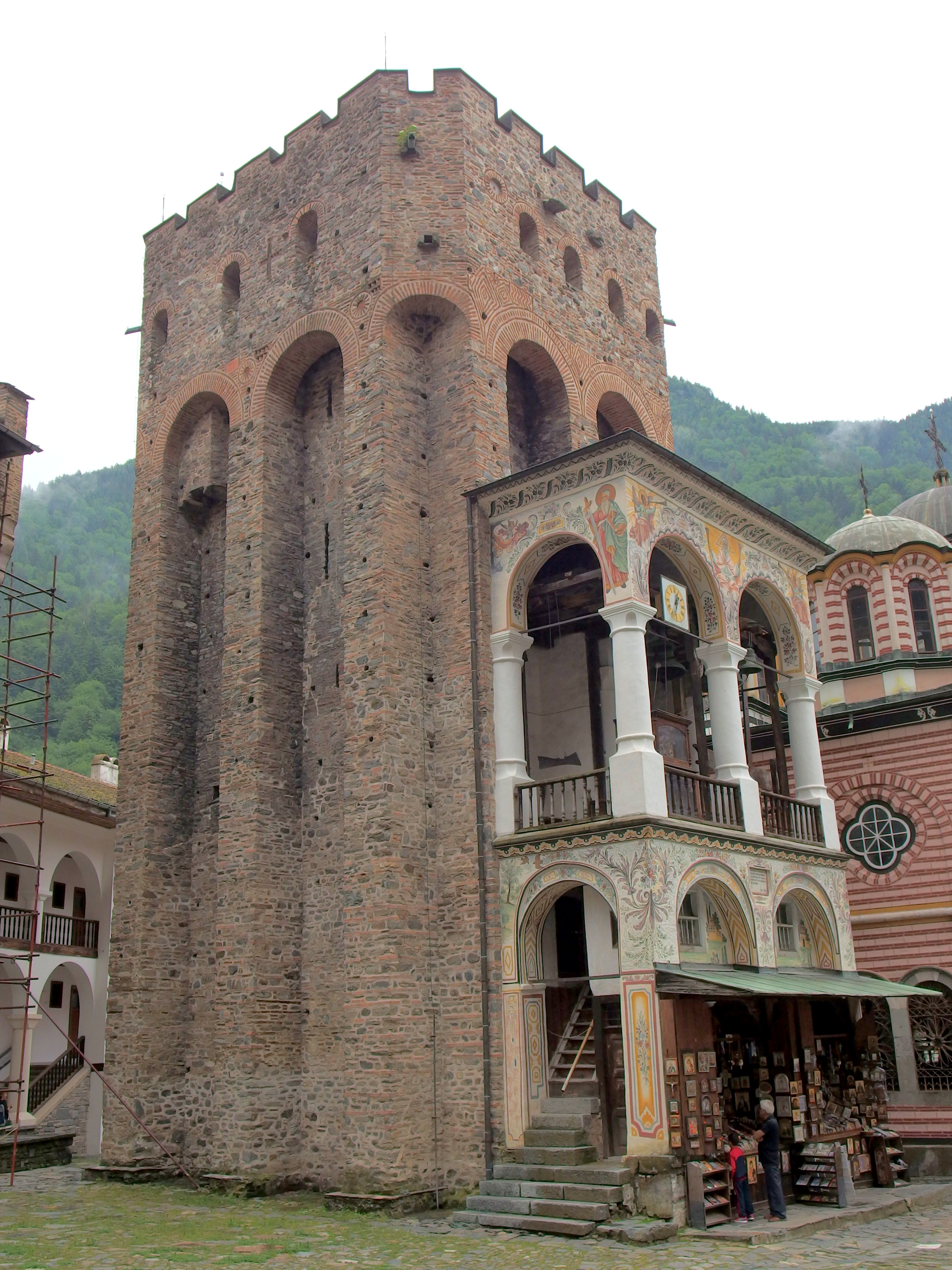
Der Hrelja-Turm im Kloster Rila

Hrelja (serbisch-kyrillisch Хреља; bulgarisch Хрельо; mittelgriechisch Χρέλης Chrelēs; mit vollständigem Namen Stefan Hrelja Dragovol oder Stefan Ohmućević; als Mönch Hariton; † 27. Dezember 1342 im Kloster Rila) war ein serbischer Heerführer und quasi-autonomer Magnat (Boljar) im östlichen Makedonien und Rila-Gebirge.

## Leben
Über Hreljas familiären Hintergrund ist so gut wie nichts bekannt; man weiß lediglich, dass er verheiratet war. In den 1320er-Jahren diente er dem serbischen König Stefan Uroš III. Dečanski aus der Nemanjić-Dynastie als Heerführer. Schon damals verfügte der Feudalherr über umfangreiche Besitzungen im Gebiet um seine Residenz Strumica, Štip und das Kloster Rila, was ihm eine weitgehend eigenständige Politik im Niemandsland zwischen Serbien, Bulgarien und Byzanz erlaubte.

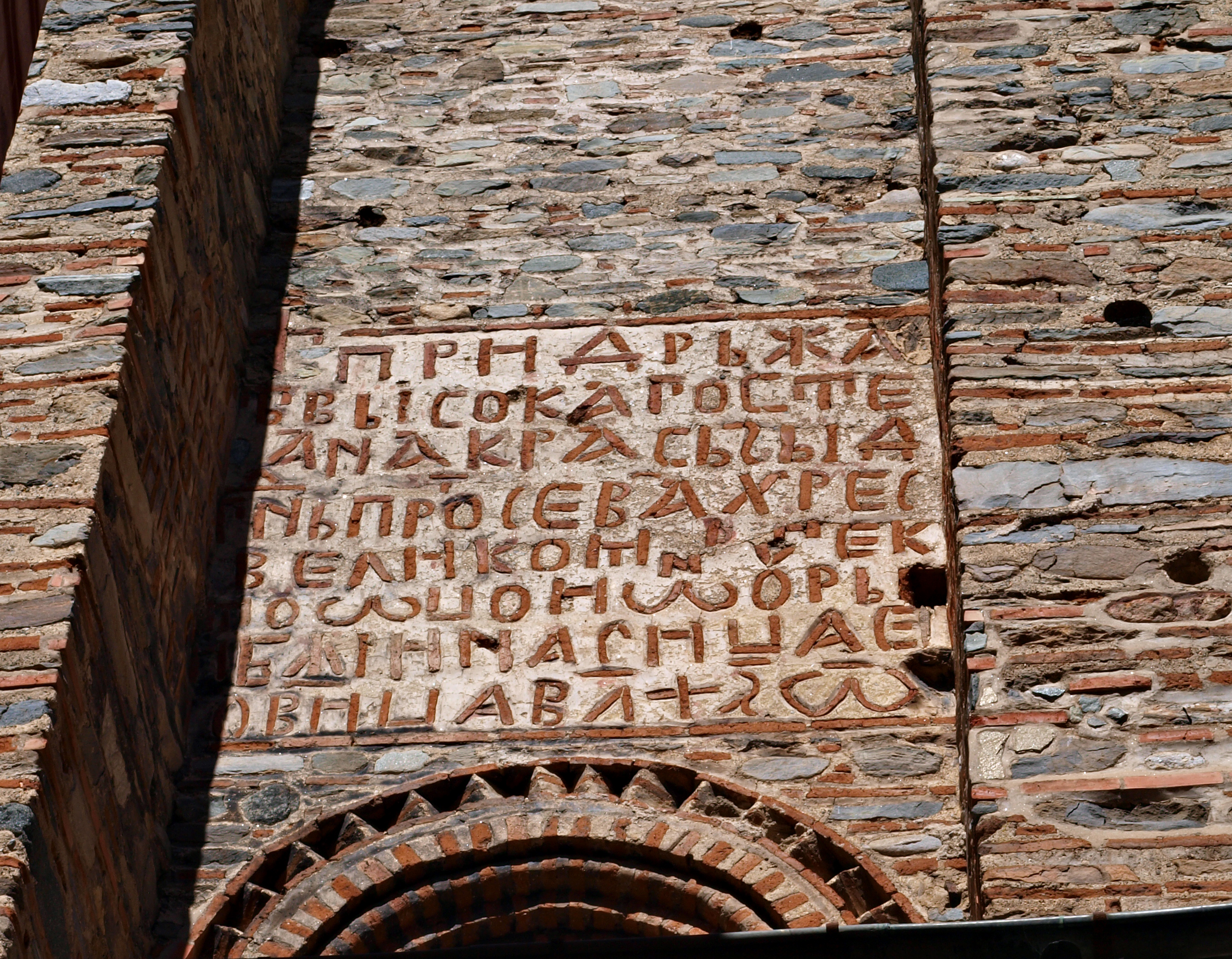
Die Bauinschrift Hreljas

1327/28 unterstützte Hrelja den byzantinischen Thronprätendenten Andronikos III. Palaiologos im Bürgerkrieg gegen dessen Großvater Andronikos II. und wurde dafür zum Protosebastos erhoben. Dieser byzantinische Hoftitel ist auf einer Inschrift am gut erhaltenen Steinturm im Rila-Kloster bezeugt, den Hrelja 1334/35 erbauen ließ. Der Text bestätigt auch, dass Hrelja damals noch die Suzeränität des serbischen Königs Stefan Uroš IV. Dušan anerkannte. In den späten 1330er-Jahren löste er sich jedoch weitgehend aus serbischer Abhängigkeit und etablierte eine de facto selbstständige Herrschaft. 1340 schenkte Hrelja dem Kloster Hilandar auf dem Athos das St.-Michael-Kloster in Štip sowie mehrere Ländereien. Zu diesem Zeitpunkt bekleidete er den Rang eines Megas Domestikos.
Nach dem Tode Andronikos’ III. 1341 entbrannte im Byzantinischen Reich ein Bürgerkrieg zwischen der Hofpartei des noch unmündigen Thronfolgers Johannes V. und der Magnatenpartei des Feldherrn Johannes Kantakuzenos, der sich in Thrakien ebenfalls zum Kaiser ausrief. Hrelja schloss sich 1341/42 zeitweilig Kantakuzenos an, wofür ihn dieser mit dem hohen Titel Kaisar belohnte. Zudem erhielt er im Frühjahr 1342 die Statthalterschaft über Melnik, das kurz zuvor von Johannes Asanes für die Magnatenpartei besetzt worden war.
Als Johannes VI. Kantakuzenos nach mehreren Rückschlägen im Bürgerkrieg im Sommer 1342 wieder Rückhalt bei den Serben suchte, war Hrelja erneut gezwungen, Stefan Dušans Oberhoheit anzuerkennen. Im Herbst 1342 übergab er Melnik an Dušan und zog sich als Mönch unter dem Namen Hariton in das Rila-Kloster zurück, wo er am 27. Dezember starb – vielleicht ermordet im Auftrag des Serbenkönigs – und beigesetzt wurde. Stefan Dušan und der Despot Jovan Oliver teilten Hreljas Domänen unter sich auf.